# Barcs
Barcs est une ville de Hongrie du comitat de Somogy comptant environ 12 000 habitants, ville frontière de la Croatie.

## Jumelages
La ville de Barcs est jumelée avec :
- Odorheiu Secuiesc (Roumanie)
- Virovitica (Croatie)
- Sinsheim (Allemagne)
- Želiezovce (Slovaquie)
- Knittelfeld (Autriche)